# Cour royale (Versailles)
La cour royale (in italiano: "corte reale") è una corte della Reggia di Versailles, in Francia.

## Localizzazione
La cour royale è situata proprio davanti alla reggia di Versailles, in un allineamento di tre corti, prima alla cour de Marbre e dopo la cour d'Honneur dalla quale è separata tramite la grille royale. È racchiusa dall'aile Gabriel a nord e a sud dal pavillon Dufour.

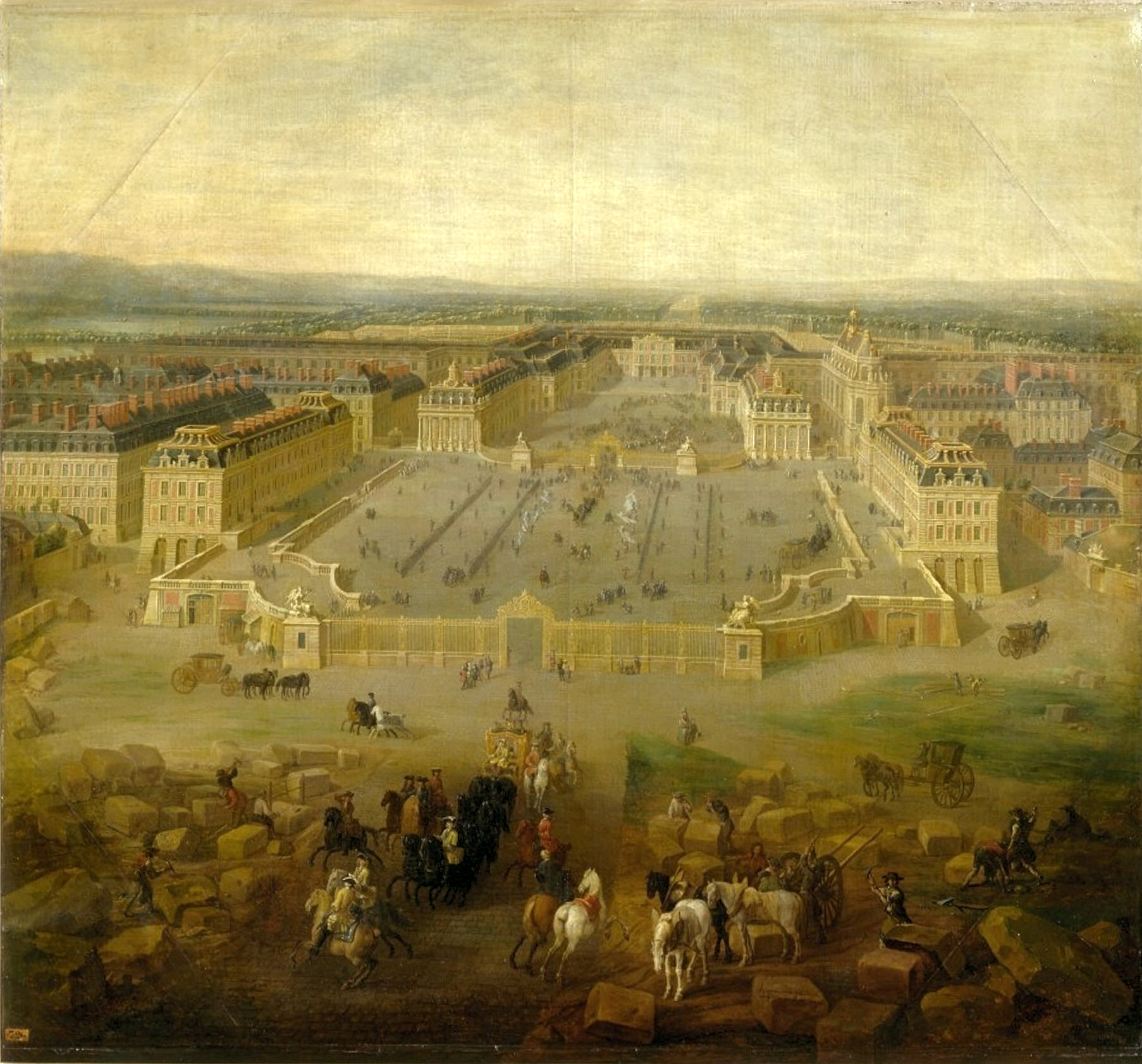
Veduta di tre corti (d'honneur, royale e de marbre), verso il 1722, prima dei lavori dell'architetto Gabriel
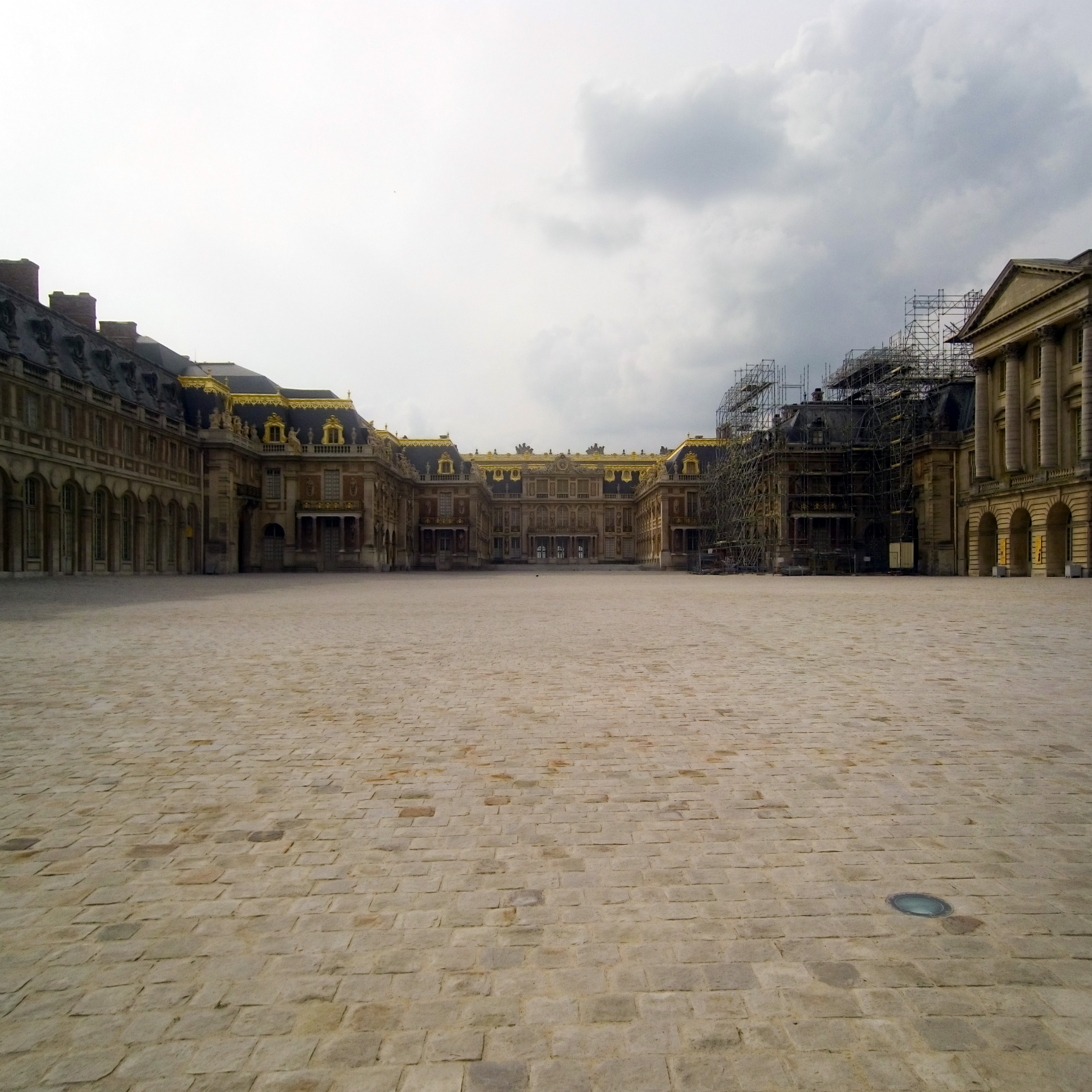
La cour royale. In fondo si trova la cour de Marbre
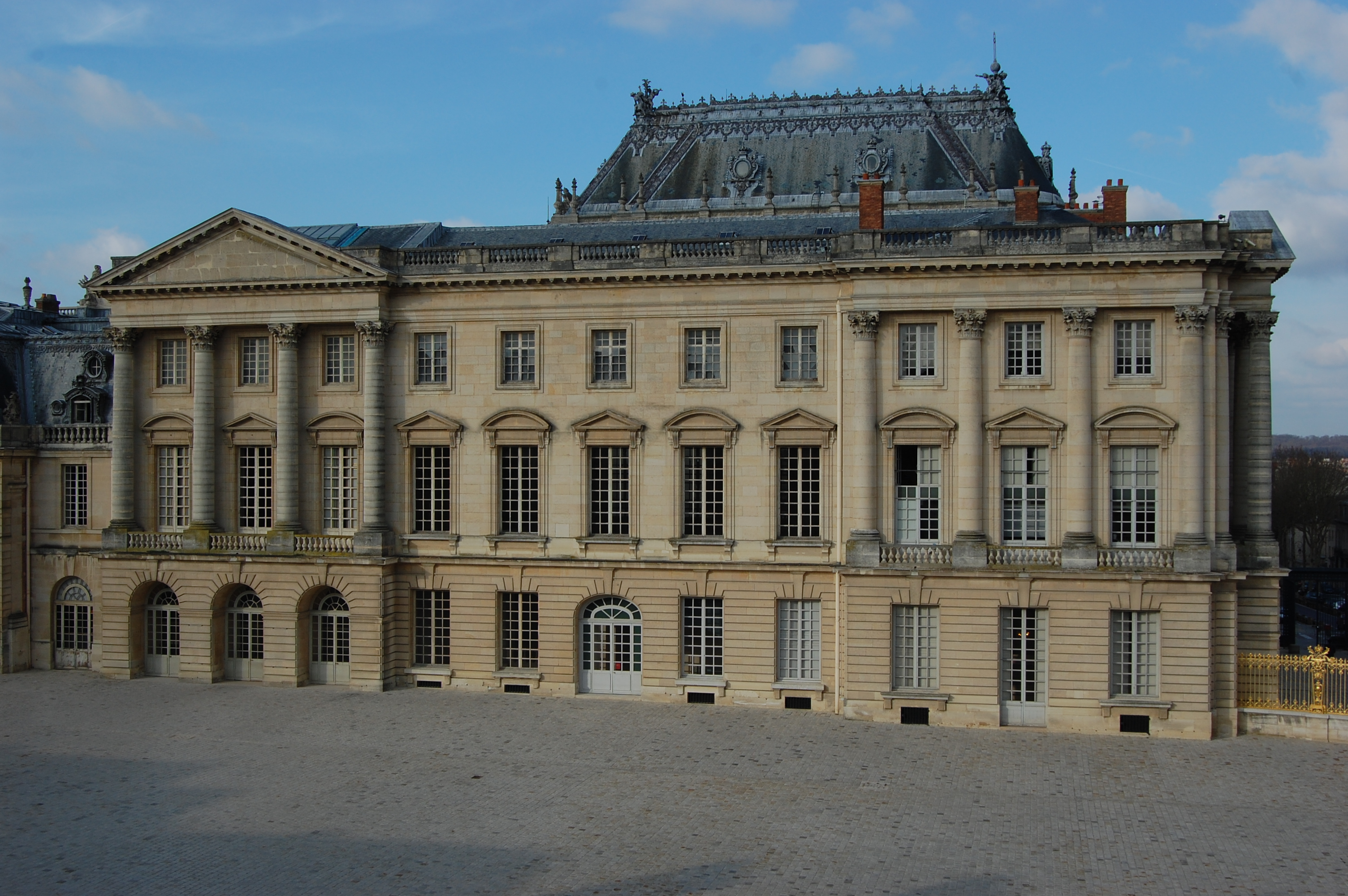
La cour royale vista dal pavillon Dufour. Davanti, l'aile Gabriel.